# Mars Orbiter Laser Altimeter

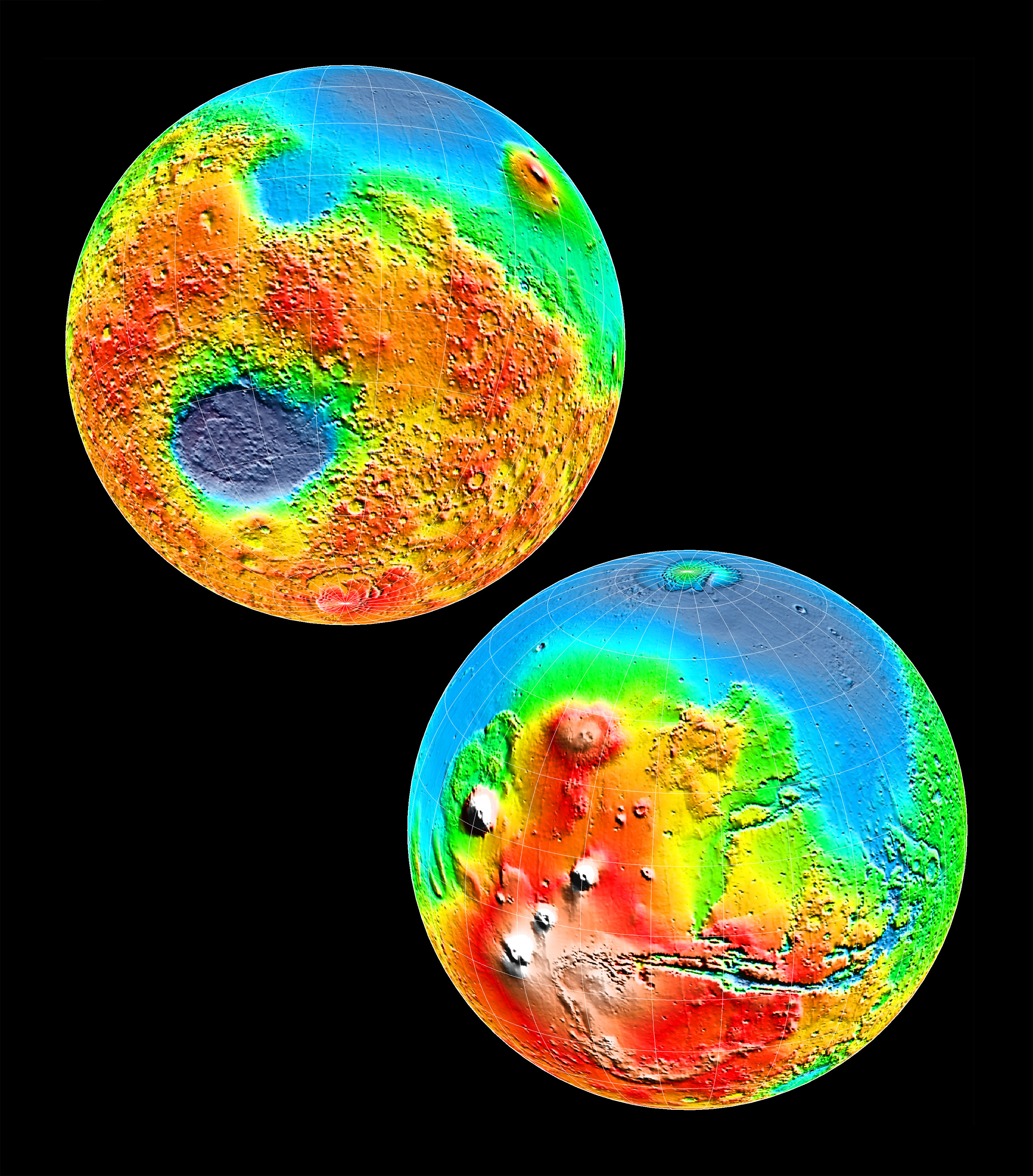
MOLA. Imatges topogràfiques dels dos hemisferis de Mart. Aquesta imatge va aparèixer en la coberta de la revista Science al maig de 1999.

El Mars Orbiter Laser Altimeter (MOLA) (Altímetre Làser del Orbitador de Mart) era un dels cinc instruments a bord de la nau espacial Mart Global Surveyor (MGS), que va operar en l'òrbita de Mart des de setembre de 1997 a novembre de 2006. Així i tot, l'altímetre només va transmetre dades fins a juny de 2001. L'equip altimètric va transmetre polsos de làser infraroig cap a Mart a raó de 10 polsos per segon, i va mesurar el temps de tornada per determinar la distància des de la nau a la superfície de Mart. Les mesures es van traduir en uns precisos mapes topogràfics de Mart. Aquesta cartografia de precisió és utilitzable en estudis geofísics, geològics i sobre la circulació atmosfèrica. El MOLA també funcionava com a radiòmetre passiu, i va mesurar la radiació de la superfície de Mart en la banda dels 1064 nanòmetres.

## Altimetria làser planetària
Un altímetre làser és un instrument que permet mesurar la distància d'una aeronau en òrbita respecte a la superfície del planeta o asteroide que l'aeronau està orbitant. La distància es determina mesurant el temps del viatge d'anada i tornada d'un pols làser entre l'instrument i la superfície del planeta o asteroide.
La distància a l'objecte pot ser determinada multiplicant el temps de viatge de cada pols, multiplicant-lo per la velocitat de la llum i dividint-ho per dos. Coneixent amb precisió el moviment i la posició de laltímetre situat en la nau, és possible calcular la ubicació del punt de la superfície il·luminat pel pols de làser. La ubicació de la sèrie de punts assenyalats pel làser (la seva "petjada"), proporciona un perfil de la superfície.

## Vista de pol-a-pol
La imatge superior mostra la topografia de pol-a-pol de Mart, segons el primer model calculat [Smith et al., Science, 1999]. Les franges recorren un meridià des del pol Nord (esquerra) al pol Sud (dreta) al llarg de la línia de longitud 0°. La figura posa en relleu el pendent entre pol i pol de 0.036°, de tal forma que el pol Sud està més elevat que el pol Nord (web del NASA Goddard Flight Center).